# Gare centrale de Nyköping
La Gare centrale de Nyköping (suédois: Nyköpings Centralstation) est une gare ferroviaire suédoise à Nyköping.

## Histoire

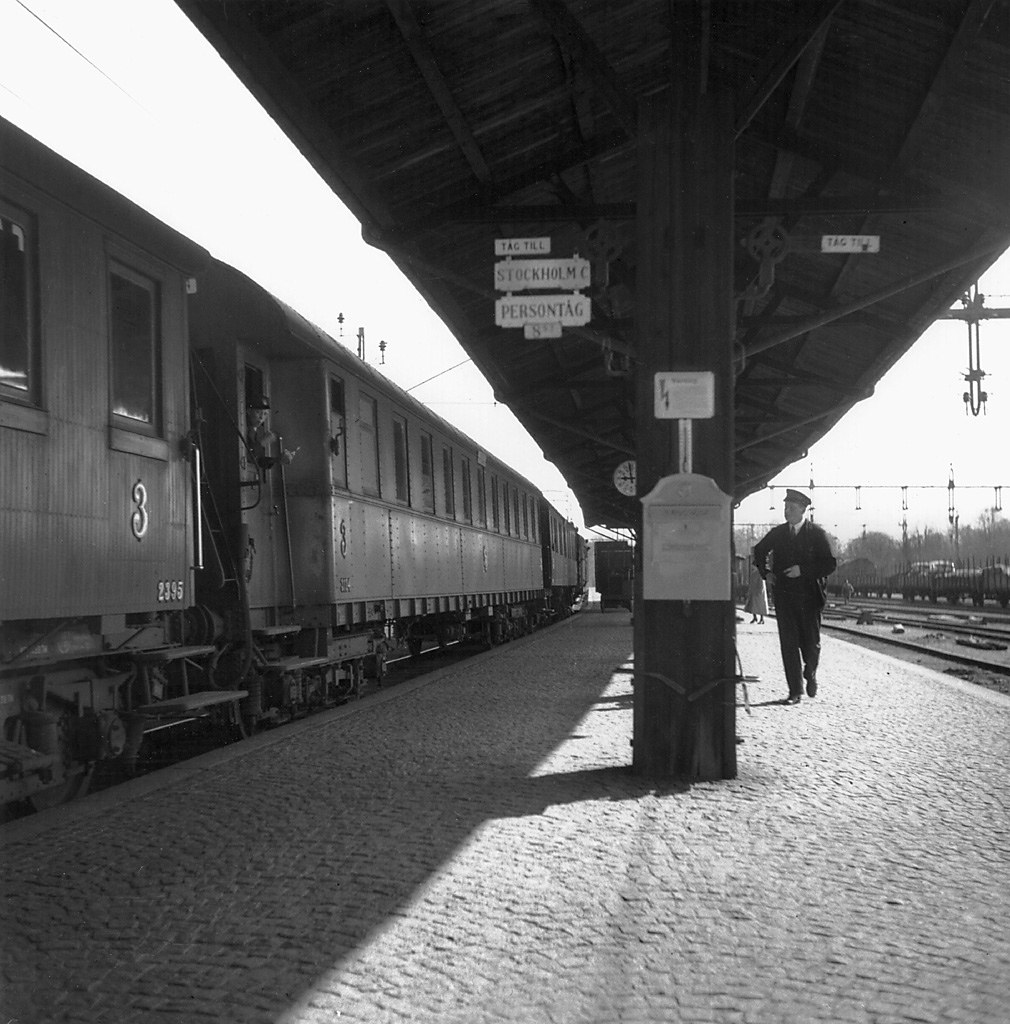
Train à la gare en 1939.

Nyköping a obtenu sa première connexion ferroviaire lorsque la ville a été connecté à la ligne de chemin de fer entre Eskilstuna et Oxelösund en 1877.
La gare a été construite dans le coin nord-ouest de la ville, qui à l'époque de sa construction était peu développé. L’architecte Per-Olof Hallman a fait des propositions de design urbain pour le quartier, qui a ensuite été traitée par Ragnar Östberg.
La gare a un tunnel menant aux plates-formes, construit en 1913 avec des plaques de plafond en béton armé.